# Thank You for the Music
Thank You for the Music è un singolo del gruppo musicale svedese ABBA, pubblicato nel novembre 1983 per promuovere la raccolta di successi della Epic Records Thank You for the Music - A Collection of Love Songs.

## Descrizione
Thank You for the Music era stata registrata sei anni prima, nel 1977 ed era stata inserita nell'album The Album. Era stata già pubblicata nel 1978 come lato B di Eagle, che aveva però avuto distribuzione soltanto in Belgio, Germania, Francia, Austria, Svizzera ed Australia. Thank You for the Music è stata inserita anche nella colonna sonora di ABBA spettacolo.
Agnetha Fältskog è la principale interprete della canzone, mentre Anni-Frid Lyngstad si unisce a lei nel ritornello. Thank You for the Music era stata pensata come parte di un minimusical intitolato The Girl with the Golden Hair (una frase presente anche nel testo del brano) che i compositori Björn Ulvaeus e Benny Andersson inclusero nel tour del 1977 degli ABBA. La canzone era il pezzo di apertura del musical, formato in totale da quattro canzoni insieme a I Wonder (Departure), I'm a Marionette e Get on the Carousel. Queste canzoni furono incluse in The Album, con l'eccezione di Get on the Carousel, che rimane tuttora non reperibile su disco. Thank You for the Music fa anche parte del film e del musical Mamma mia!.
Gracias por la música è la versione in lingua spagnola di Thank You for the Music, il cui testo fu scritto da Buddy e Mary McCluskey. Il lato B di quest'edizione del brano era la versione in lingua spagnola di "
Gimme! Gimme! Gimme! (A Man After Midnight) intitolata ¡Dame! ¡Dame! ¡Dame!. Il brano fu pubblicato nel 1980 per promuovere l'album in spagnolo del gruppo Gracias por la música.